# Juego diferencial
En teoría de juegos, los juegos diferenciales son un grupo de problemas relacionados con el modelado y análisis de conflictos en el marco de un sistema dinámico. El problema por lo general consta de dos actores, un perseguidor y un evasor, con objetivos contradictorios. La dinámica del perseguidor y el evasor se modelan mediante sistemas de ecuaciones diferenciales.
Los juegos diferenciales están relacionados estrechamente con los problemas de control óptimo. En un problema de control óptimo existe un control único {\displaystyle u(t)} y un único criterio para ser optimizado, la teoría de juegos diferenciales generaliza esto a dos controles {\displaystyle u(t),v(t)} y dos criterios, uno para cada jugador. Cada jugador intenta controlar el estado del sistema a fin de lograr su objetivo, el sistema responde a las entradas de ambos jugadores.
El primero en estudiar los juegos diferenciales fue Rufus Isaacs (1951, publicado 1965) y uno de los primeros juegos analizados fue el "juego del chofer homicida". Los juegos diferenciales se han aplicado a la economía. Los acontecimientos recientes incluyen la adición de estocasticidad de juegos diferenciales y la derivación de las votaciones estocásticas de equilibrio de Nash (SFNE). Un ejemplo reciente es el juego diferencial estocástico del capitalismo por Leong y Huang (2010). En 2016, Yuliy Sannikov recibió la Medalla Clark de la Asociación Económica Estadounidense por sus contribuciones al análisis de juegos dinámicos de tiempo continuo utilizando métodos de cálculo estocástico.

## Ejemplos

### Juego de persecución - evasión
El relato del León y del hombre es un famoso ejemplo de juegos diferenciales. Un león y un hombre (cada uno considerado como un solo punto) en un disco cerrado tienen velocidades máximas iguales, ¿puede que el león atrapar al hombre? Este ha sido un conocido problema por lo menos desde la década de 1930 - fue popularizado ampliamente por Rado y posteriormente por Littlewood.

### Juego con horizonte temporal aleatorio
Los juegos con un horizonte temporal aleatorio son un caso particular de juegos diferenciales. En tales juegos, el tiempo del terminal es una variable aleatoria con una función de distribución de probabilidad dada. Por lo tanto, los jugadores maximizan la expectativa matemática de la función de costo. Se demostró que el problema de optimización modificado se puede reformular como un juego diferencial con descuento en un intervalo de tiempo infinito.